# Varelina
La varelina es un instrumento musical de cuerda. Cuenta con 37 cuerdas y es similar al arpa en su tesitura.
La varelina puede considerarse un pariente lejano de la guitarra, aunque tiene un timbre diferente a ella. Este instrumento musical revoluciona la música ejecutada con instrumentos de cuerda. Tiene una caja acústica de madera y clavijas de piano, cuerdas de guitarra y estructura de arpa.

## Historia
El creador de la varelina fue Andrés Altamirano Varela, quien le puso el nombre en recuerdo de su madre, María Varela.
Altamirano creó la varelina en 1992. En un principio creó dos versiones, una sinfónica con 37 cuerdas y otra popular con sólo 30 cuerdas. En 2001 fue el primer concierto de la varelina sinfónica, realizado en Xalapa-Enríquez, México, durante el II festival de arpas.